# Gottlieb Wilhelm Bischoff
Gottlieb Wilhelm Bischoff (født 21. marts 1797 i Dürkheim a. d. Haardt, død 11. september 1854 i Heidelberg) var en tysk botaniker.
Bischoff, der var professor i botanik ved Heidelbergs Universitet, er kendt som forfatter af en botanisk terminologi (Die botanische Kunstsprache in Umrissen, 1822) samt som en fremragende forsker på de blomsterløse planters dengang meget dunkle område (Die kryptogamischen Gewächse Deutschlands und der Schweiz, 1828). Han var samtidig med Treviranus og Link og tilhørte datidens af Goethe stærkt påvirkede, naturfilosofiske skole. Han opdagede blandt andet spermatozoiderne hos Chara og gjorde mange værdifulde iagttagelser over kryptogamernes spiringshistorie; også af en lærebog (Lehrbuch der allgemeinen Botanik, 1834—39) samt af den kendte Handbuch der botanischen Terminologie und Systemkunde, 1833—44, 3 bind med 77 tavler, var han forfatter.